# Menschheitsgeschichte
Die Menschheitsgeschichte umfasst die Geschichte der Menschheit von der Steinzeit bis in die Gegenwart. Mehr als 90 Prozent davon liegen im Zeitraum vom ersten Steingerät bis zum Ende des Altpaläolithikums. Die Entwicklung menschlicher Gesellschaftsformen hat sich nicht einheitlich vollzogen, sondern in vielfältigen zeitlichen, räumlichen und kulturspezifischen Abstufungen. Dies erschwert eine allgemeingültige Periodisierung der Menschheitsgeschichte.
Als für die Menschheitsgeschichte insgesamt wegweisende Stationen hervorzuheben sind die fortgeschrittene Beherrschung des Feuers, der zunehmende Übergang vom Jagen und Sammeln zur Sesshaftigkeit mit Ausbildung städtischer Zentren und Hochkulturen, die neuzeitlichen Entdeckungen und Umwälzungen vor allem in Verbindung mit der industriellen Revolution und dem Kolonialismus sowie die Erfahrung der Weltkriege und die beschleunigte Globalisierung im Gegenwartshorizont.
Die multipolare und vielfältig vernetzte heutige Welt – in die der Begriff Weltgesellschaft Einzug gehalten hat – begünstigt eine Abkehr von herkömmlichen Darstellungsweisen der Menschheitsgeschichte aus eurozentrischer Perspektive. Eine erdgeschichtliche Dimension wird der jüngsten Menschheitsgeschichte unter dem Begriff Anthropozän zuerkannt.

## Menschwerdung mit Werkzeugen

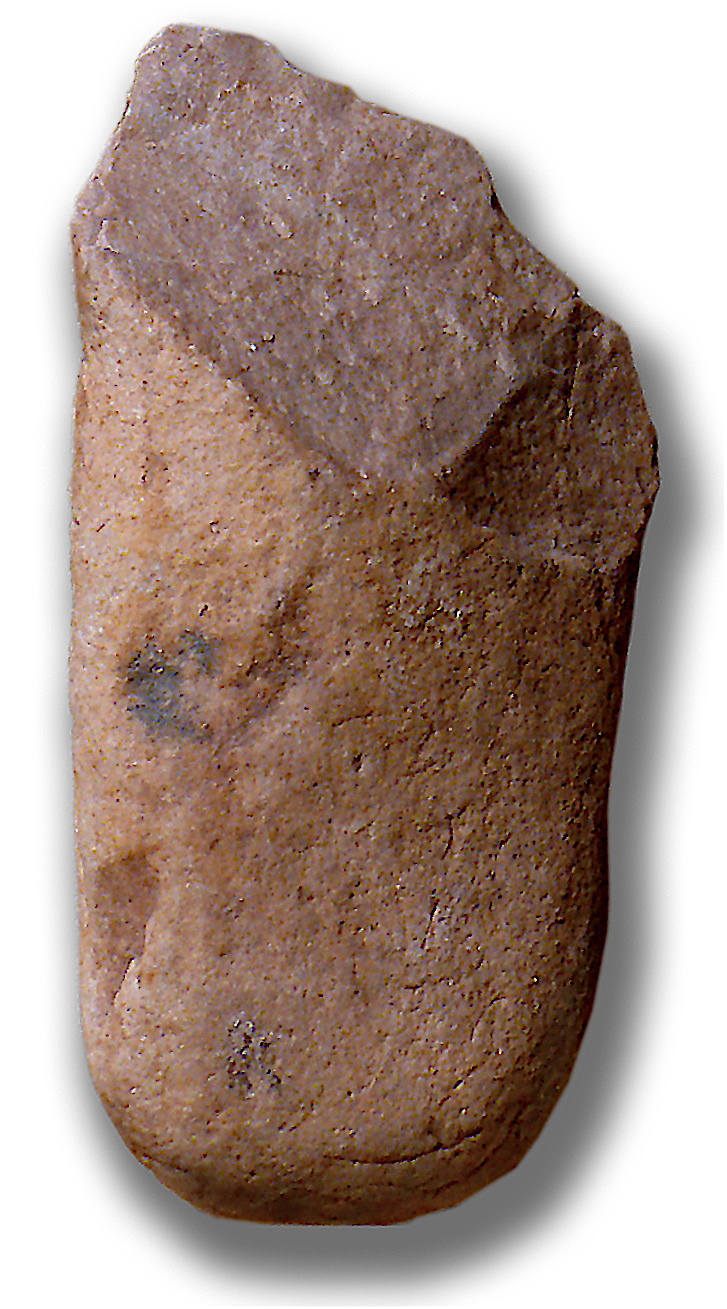
Steinwerkzeug (Geröllgerät) vom Oldowan-Typ

Am Ende eines über ca. 15 Millionen Jahre sich erstreckenden Entwicklungsprozesses der Hominiden entstand vor etwa zwei Millionen Jahren in Ostafrika der als Urmensch anzusehende Homo habilis / Homo rudolfensis und in der Folge der als Erster nach Art des anatomisch modernen Menschen laufende Homo erectus, der auch bereits auf Java nachgewiesen wurde.
Tatsächlich lebten noch vor rund 100.000 Jahren gleichzeitig mehrere Menschenarten auf der Erde. Zerschlagene Knochen diverser Großtierarten in Ostafrika und entsprechend bearbeitete Steine verweisen auf die Epoche der Altsteinzeit. Auch Tiere nutzen zwar vorgefundene Gegenstände als Werkzeuge, um bestimmte Ziele zu erreichen. Im Unterschied zu ihnen aber zeigten sich Frühmenschen in der Lage, Form und Eigenschaften ihrer Werkzeuge zu verändern, um sie noch effektiver einsetzen zu können. „Neue Steinbearbeitungstechniken führten zu schärferen Kanten, und der Einsatz von immer höherwertigeren, flexibel nutzbaren Rohmaterialien wie Knochen, Horn und Holz zu verbesserten Werkzeugen mit größerem Wirkungsspektrum.“ Überwiegende Lebensgrundlage waren jedoch Früchte, Wurzeln und Kleingetier. Die Besetzung von Höhlen als Wohnstätten und ihre Verteidigung gegen wilde Tiere fallen mit der Spätphase des Homo erectus zusammen.

### Folgenreiche Feuerbeherrschung
Dass der Homo erectus bereits das Feuer beherrschte, gilt als gesichert, da die Feuernutzung in einer südafrikanischen Höhle in Schichten des Acheuléen bereits vor 1,7 Millionen Jahren nachgewiesen ist. Mit der Beherrschung des Feuers konnte Fleisch durch das Räuchern haltbarer gemacht werden. Die Nahrungszubereitung und -verwertung wurde durch Kochen und Braten erweitert bzw. differenziert; auch waren Fleisch und gesammelte Pflanzen nach dem Braten und Kochen für den menschlichen Organismus besser verdaulich. Zudem bot das Feuer Schutz vor Insektenschwärmen und ließ sich bei Treibjagden nützlich verwenden.
Durch die Hitze wurden Bakterien und Parasiten abgetötet; Früchte, Nüsse, Insekten und Aas wurden durch die Feuereinwirkung leichter kau- und verdaubar. Die Bandbreite genießbarer Nahrungsmittel wuchs an. Im Vergleich etwa zu Menschenaffen ließ sich für so zubereitetes Essen bei der Nahrungsaufnahme Zeit sparen und mit kleineren Zähnen und kürzeren Därmen auskommen. „Da lange Därme genauso große Energiefresser sind wie große Gehirne, ist es kaum möglich, beide gleichzeitig zu unterhalten. Weil das Kochen jedoch eine Verkürzung des Verdauungstrakts und damit Energieeinsparungen ermöglichte, bereitete es ganz nebenbei den gewaltigen Gehirnen des Neandertalers und des Homo sapiens den Boden.“

### Die Jagd als Entwicklungstreiber
Der archaische Homo sapiens dürfte also seine Überlebenschancen durch eine fortgeschrittene Kontrolle über das Feuer beträchtlich verbessert und die eigene Ausbreitung in kältere Klimazonen ermöglicht haben. Zu den Anfängen einer nachhaltigen Weiterentwicklung menschlicher Kultur und gesellschaftlicher Strukturen kam es durch eine immer weiter fortschreitende Spezialisierung der Jagd. Die Treibjagd setzt eine komplexe Kooperation und sprachliche Koordination zwischen Treibern und Jägern voraus, in die auch der Hund zum Aufspüren der Beute einbezogen wurde. Die Anfänge seiner Domestikation liegen über 30.000 Jahre zurück. Als wohl älteste Maschine der Menschheit wurde die Speerschleuder entwickelt, die Nachbauten zufolge Abwurfgeschwindigkeiten des Speers von über 100 km/h ermöglichte und entsprechende Durchschlagskraft entfaltete.
Das Zerteilen und Haltbarmachen der Beute, das Errichten von Hütten und das Wachen über das Feuer dürften zu ersten Schritten in eine arbeitsteilige Gesellschaft und zu komplexeren Formen kooperativer Arbeit geführt haben, zu einer neuen Qualität sozialer Beziehungen. Mit der am Kopf durchlochten Nähnadel aus Knochen ließen sich Kleidung und Tierfelle als Wärmeschutz für die Behausungen besser vernähen und abdichten. Annähernd gleichzeitig entstanden frühe Formen von Malerei, plastischer Kunst und Musik, letztere zunächst mit einfachen Flöten aus Röhrenknochen verbunden.
Als Folgen ergaben sich eine zunehmende Vorherrschaft des Menschen über die übrige Fauna und eine entsprechende Zunahme der menschlichen Population. Dass kältere Klimazonen erschließbar wurden, begünstigte die Ausbreitung des Menschen von Afrika bis in alle Erdteile. Der Ausbreitungsprozess auf alle Kontinente ging mit einem Massenaussterben zahlreicher Tierarten einher. Von insgesamt 200 Säugetierarten mit über 50 Kilogramm Gewicht war zu Beginn der landwirtschaftlichen Revolution in der Jungsteinzeit nur noch etwa die Hälfte übrig.

## Sesshaftigkeit und „neolithische Revolution“

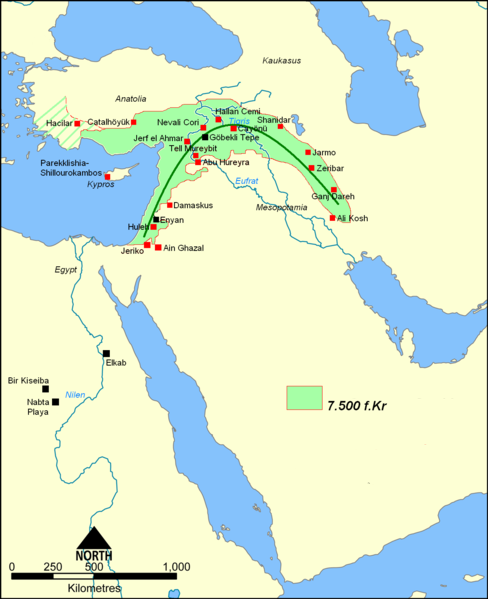
Fruchtbarer Halbmond um 7500 v. Chr.

Die letzte Eiszeit war überall auf der Erde mit außerordentlich tiefgreifenden Änderungen der Lebensbedingungen verbunden, die schwierige Anpassungsleistungen erforderten. Zum Ende der Eiszeit bewirkte der dramatische Anstieg des Meeresspiegels – in der Ostsee um 25 Meter – unter anderem einen neuen Küstenverlauf zwischen Südostasien und Australien. In Mitteleuropa bestimmten zunehmend Birken-, Kiefern- und Mischwälder das Landschaftsbild. So konzentrierte sich die nacheiszeitliche Besiedlung hier mit spezialisierten Jäger-, Fischer- und Sammlergemeinschaften des Mesolithikums an Flüssen, Seen und Meeresküsten.

### Anfänge ortsgebundener Landwirtschaft
Im östlichen Mittelmeerraum führte das milde Klima des Alleröd-Interstadials (ca. 12. bis 11. vorchristliches Jahrtausend) vorübergehend zu einer großen Artenvielfalt und -dichte, die es den Menschen ermöglichte, ihre Schweifgebiete deutlich zu reduzieren und länger an einem Ort zu wohnen. Vor allem das ganzjährig vorhandene Nahrungsangebot an Gazellen und den Wildformen von Weizen und Gerste ermöglichte bereits eine weitgehende Sesshaftigkeit vor der Erfindung des systematischen Pflanzenanbaus. Spätestens um 11.000 v. Chr. erkannten die Menschen der Levante den Vorteil schnell wachsender Wildgetreide, um saisonale Engpässe durch die Übernutzung der Nahrungsressourcen im Umkreis der Siedlungen zu kompensieren. Dennoch blieben die Menschen in erster Linie Jäger und Sammler, da der Pflanzenbau mehr Zeit und Arbeitsaufwand erforderte. Die sesshaftere Lebensweise führte allerdings zu einem verstärkten Kulturwandel, der sich etwa in deutlich größeren Besitztümern, veränderten Sozialstrukturen und Wertvorstellungen zeigte. Als der drastische Kälteeinbruch der jüngeren Dryaszeit um die Mitte des 11. Jahrtausends zu einer rapiden Verringerung der Nahrungsressourcen führte, waren die Menschen nicht mehr bereit oder in der Lage, ihre Sesshaftigkeit aufzugeben und zum Wildbeutertum zurückzukehren. Sie waren nunmehr gezwungen, die häufigen saisonalen Nahrungsengpässe durch die Intensivierung der produzierenden Wirtschaftsweise zu überbrücken. Von diesem Zeitpunkt an waren organisierte Landwirtschaft und die Anlage ortsfester Siedlungen und Dörfer nicht mehr voneinander zu trennen.
Durch Kultivierung veränderte Nutzpflanzen sind ab 9500 v. Chr. nachgewiesen. Dies gilt als frühester Beginn der Jungsteinzeit. Im Zuge der Klimaveränderungen wurden sicherlich auch die Vorteile der Haltung und Zähmung verschiedener Wildtiere erkannt, sodass es um 8500 bis 8000 v. Chr. schließlich ebenfalls im fruchtbaren Halbmond zur Domestizierung von Schafen, Ziegen und Rindern kam. Die Nutztierhaltung war ursprünglich eine reine Fernweidewirtschaft, aus denen die hirtennomadischen Kulturen hervorgingen.
Agrargesellschaften entstanden unabhängig voneinander zuerst im fruchtbaren Halbmond als auch später in Südostasien und in den südamerikanischen Anden. Während im Vorderen Orient der Anbau von Bodenfrüchten über der Erde zum Zuge kam (neben Weizen und Gerste auch Erbsen, Oliven, Weinbau sowie Obstbäume), wurde Südostasien zum ersten Zentrum des Anbaus von Knollenfrüchten unter der Erde. In China kamen bald darauf mit Reisanbau und Knollenfrüchten beide Anbauformen zusammen. Wo man über entsprechende Nutztiere verfügte (nicht also in Nord- und Südamerika vor Ankunft der Spanier), steigerte die Erfindung des Pflügens etwa um 6500 v. Chr. den landwirtschaftlichen Ertrag so bedeutsam, dass dafür der Begriff der „zweiten agrarkulturellen Revolution“ eingeführt wurde. Zur Vorratshaltung und zum Schutz von Nahrungsmitteln gegen Kleintiere entwickelte sich im Zusammenhang mit der neolithischen Wirtschaftsweise im Vorderen Orient und China die Gefäßkeramik seit etwa 7.000 v. Chr.; zu zeremoniellen Zwecken gab es sie schon früher.

### Vom Sammler und Jäger zum Bauern
Der geochronologische Begriff des Anthropozän, der das Zeitalter der menschlichen Beeinflussung des Planeten bezeichnet und heute oft auf den Klimawandel bezogen wird, kann mit einer gewissen Berechtigung bereits auf diese jungsteinzeitliche Periode angewendet werden, griff der Mensch doch durch Be- und Entwässerung, Auswahl von Saaten und Zuchttieren sowie Feldbau in biologische Prozesse ein, wenn auch zunächst nur punktuell und lokal.
Wenn für die Gesamtheit der mit Sesshaftigkeit und Domestikation von Pflanzen und Tieren einhergehenden veränderten Lebensweisen und ihrer Ausbreitung von „neolithischer Revolution“ die Rede ist, bleibt also zu bedenken, dass es dabei nicht um einen kurzfristig weltweit durchschlagenden Wandel handelte. Vielmehr war es eine jahrtausendelang andauernde fundamentale Entwicklung, die von der Parallelexistenz nomadisierender Stämme und Völker begleitet war und blieb. Während die Bewohner Alt-Amerikas in dafür geeigneten Regionen wie auf der Hochebene Mexikos oder in den Anden den Übergang zu agrarischer Produktion mit Kartoffeln und Mais vollzogen, blieben die Aborigines in Australien, die Bewohner der Arktis und Subarktis sowie viele Völker der Tropen bis zur neuzeitlichen europäischen Besiedlung jagende und sammelnde Nomaden.
Eine klare Grenze zwischen Wildbeutertum auf der einen Seite und Sesshaftigkeit in Verbindung mit Landwirtschaft auf der anderen Seite zu ziehen, sei nicht immer leicht, heißt es bei Hermann Parzinger, denn es existierten auch Mischformen. In den tropischen Gebieten von Papua-Neuguinea und Amazonien beispielsweise gab es Wandergartenbauern, also mobile Jäger und Sammler, die essbare Pflanzen systematisch ernteten und zum Teil auch umpflanzten.
Yuval Noah Harari sieht in der landwirtschaftlichen Revolution keine Lebenserleichterung für die Menschen. Die Jäger und Sammler hätten sich gesünder ernährt und weniger Hunger gelitten, weniger gearbeitet und seien interessanteren, weniger monotonen Tätigkeiten nachgegangen.
„Wenn Wildbeuter von einer rivalisierenden Gruppe bedrängt wurden, konnten sie ausweichen. Das war zwar schwierig und gefährlich, doch es war möglich. Wenn dagegen ein Bauerndorf von einem stärkeren Feind bedroht wurde, konnten die Bewohner nicht ausweichen, ohne ihre Felder, Häuser und Schuppen zurückzulassen und den Hungertod zu riskieren. Daher blieben die Bauern und kämpften bis zum bitteren Ende.“
Demnach geht die Wissenschaft heute davon aus, dass der unattraktive Feldbau notgedrungen intensiviert werden musste, um die bereits etablierte sesshafte Lebensweise weiter fortführen zu können. Im Laufe der Zeit ermöglichte zunächst die immer gezieltere Auswahl von Saatgut und dann der technische Fortschritt, immer mehr Nahrungsenergie pro Fläche zu erzeugen. Dies wiederum führte zu einer Vermehrung der Menschen in vorher nie gekanntem Ausmaß.

## Hochkulturen und Schriftentwicklung

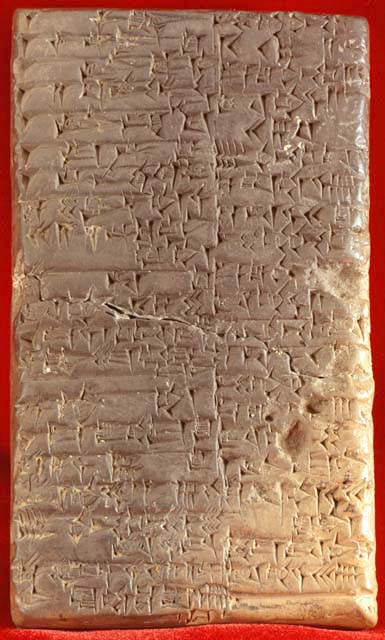
Keilschrift

Der Übergang zur Sesshaftigkeit ging nicht ohne Weiteres mit der Bildung von Städten oder mit staatlicher Organisation einher. In den ersten Jahrtausenden blieb es bei unzähligen kleinen und relativ autonomen dörflichen Siedlungen, die keiner zentralen Macht unterworfen waren. Doch mit dem einsetzenden rapiden Bevölkerungswachstum verband sich eine regional unterschiedlich ausgeprägte Dynamik zur Entstehung komplexer Gesellschaften mit befestigten Zentralorten, ersten Gemeinschaftsinstitutionen, zunehmender Arbeitsteilung und Spezialisierung sowie technischen Innovationen und organisiertem Fernhandel. In Mesopotamien führte die Gründung erster Dörfer, so Parzinger, direkt auf den Weg zu einer urbanen Entwicklung. Im Übergangszeitraum vom 7. zum 6. Jahrtausend v. Chr. begann man mit künstlicher Bewässerung zur Steigerung der landwirtschaftlichen Erträge.
Während des späten 4. und 3. Jahrtausends eröffneten die Erfindung von Rad und Wagen sowie die Abrichtung und Nutzung von Pferden neue Möglichkeiten des Gütertransports und der beschleunigten Überwindung großer Entfernungen; der Einsatz von Zugtieren und Hakenpflug half wiederum, die landwirtschaftlichen Erträge zu steigern. Erste staatliche Gebilde entstanden im 4. Jahrtausend v. Chr. in Mesopotamien, in Ägypten am Nil und an der südamerikanischen Pazifikküste. Die seit dem 3. Jahrtausend v. Chr. vom Nahen Osten einsetzende Verbreitung der Bronze als Werkstoff führte zur Entwicklung ausgedehnter Fernhandelsnetze, da das zur Legierung des Kupfers erforderliche Zinn aus entfernten Regionen wie Afghanistan importiert werden musste.
Schriftliche Quellen zur Menschheitsgeschichte gibt es erst von den Hochkulturen des Alten Vorderen Orients in Mesopotamien (Sumer) und Ägypten (etwa ab 3100 v. Chr.), am Indus (Indus-Kultur ab ca. 2600 v. Chr.), am Gelben Fluss (ab 1523 v. Chr.). Die sumerische Schrift enthielt zum einen Zahlenzeichen zum Beispiel für 1, 6, 60 und 600 – ein auf der Zahl 6 basierendes Sexagesimalsystem, das den 24 Stunden eines Tages oder den 360 Grad eines Kreises zugrunde liegt. Die andere Gruppe sumerischer Zeichen stellte Menschen, Tiere, Waren und dergleichen mehr dar. Mit der Fixierung solcher Zeichen auf Tontafeln ließen sich große Datenmengen jenseits jedes Erinnerungsvermögens menschlicher Gehirne festhalten. Von weit ausstrahlender und nachhaltiger Bedeutung waren insbesondere die ältesten Hochkulturen im Bereich des fruchtbaren Halbmonds mit ihren Merkmalen: Städte, Staatlichkeit und Bürokratie; Priestertum und Theokratie; Anfänge von Wissenschaft und Technik; Kalender und Zeiteinteilung; Geldwirtschaft und komplexe Handelsbeziehungen; Kriegsführung und Reichsbildung. Später und davon unabhängig entwickelten sich ab 1000 v. Chr. die Hochkulturen der Maya, Azteken und Inka in Amerika.

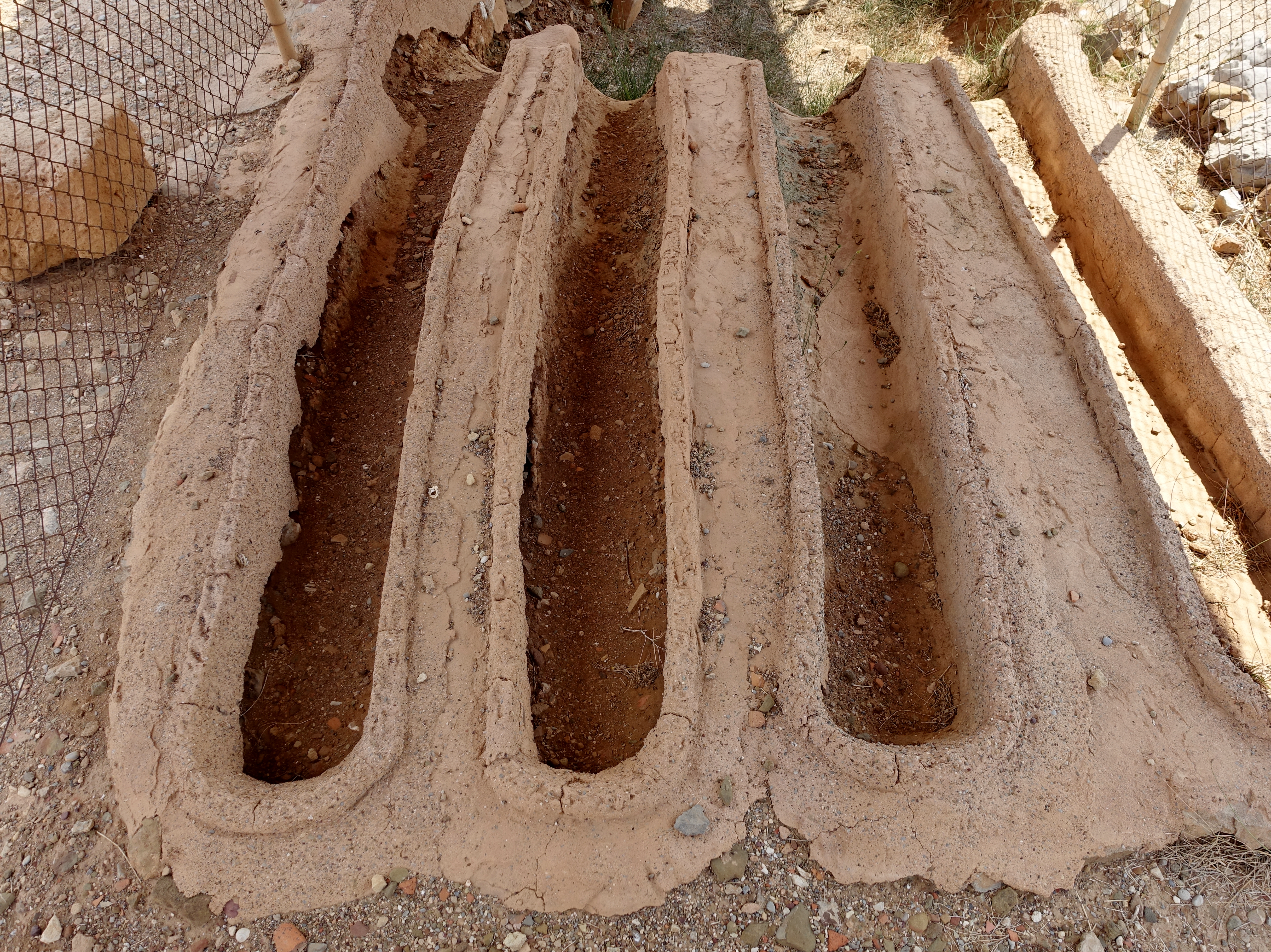
Bronzeschmelzofen in Kato Zakros (Kreta) um 1600 v. Chr. Er gilt als der älteste erhaltene Metallschmelzofen. Durch Kanäle wurde die Luftzufuhr zum Ofen gesteuert, in dem Erze und Holzkohle aufgestapelt waren. Die flüssige Bronze konnte durch ein Ausgussloch abfließen.

Auch in Europa entstanden in der Bronzezeit differenzierte Sozialstrukturen, komplexe Herrschaftsgebilde und größere Orte mit starken Befestigungsanlagen, von denen aus die Fernhandelsrouten durch Kleinkönige beherrscht wurden. Grabanlagen wie das Fürstengrab von Leubingen zeugen vom Reichtum und Status der Oberschichten der Bronzezeit, die den Handel kontrollierten. Doch brach um 1250 v. Chr. der Fernhandel im mediterranen Bereich infolge kriegerischer Auseinandersetzungen teilweise zusammen; mehrere Hochkulturen wie die Mykenische Kultur, das Hethiterreich, die Handelsmacht Ugarit und das Königreich Alašija auf Zypern gingen unter. In Europa wurde Zinn knapp, auch hier kam es zu Handelskriegen.
Mit der durch den Zinnmangel bedingten Verbreitung des Werkstoffes Eisen, das um 1500 v. Chr. bereits von den Hethitern, um 1300 v. Chr. in Indien, nach 1000 v. Chr. in Griechenland und seit etwa 800 v. Chr. in Mitteleuropa verwendet wurde, wandelten sich die Siedlungs- und Herrschaftsstrukturen vielfach im Sinne einer stärkeren Egalisierung. Viele Orte, an denen oberflächennahes Eisen existierte, gewannen gegenüber den bronzezeitlichen Herrschaftssitzen an Bedeutung. Bei der Eisenverhüttung mittels Holzkohle war kein kompliziertes Legierungsverfahren notwendig, so dass in vielen Siedlungen jeder Mann mit Eisenwerkzeugen ausgestattet werden und geschmiedete Eisenwaffen tragen konnte – eine Grundlage der Bildung lokaler Gefolgschaften junger Männer, die sich zu kriegerischen Zwecken durch eine Art Treueverhältnis an einen Anführer banden. In China, wo Eisen seit ca. 550 v. Chr. bei wesentlich höheren Temperaturen im Hochofen verhüttet und gegossen werden konnte, trat dieser Dezentralisierungseffekt nicht ein. Im subsaharischen Afrika wurde die Eisengewinnung wohl unabhängig von vorderasiatischen Einflüssen seit etwa 500 v. Chr. in der Tschadregion praktiziert.

### Ausbildung von Weltanschauungen und Religionen
Aus den frühen Hochkulturen gingen Religionen von nachhaltiger Bedeutung hervor: der Zoroastrismus aus Persien, Hinduismus und Buddhismus aus Indien, Judentum, Christentum und Islam aus dem Nahen Osten. Als eine Ära der Weichenstellungen im eurasischen Raum wird die Zeit um 500 v. Chr. betrachtet, für die Karl Jaspers den Begriff „Achsenzeit“ geprägt hat. In China kam es nach dem jahrhundertelangen Zerfall des Reiches zu einer religiös-weltanschaulichen Krise, in der Konfuzius neue Orientierung bot; in Indien verbreiteten sich die Lehren Buddhas; im Iran hatte Zarathustra seinen Wirkungskreis mit der Lehre von Licht und Finsternis bzw. Gut und Böse, ein Dualismus, der nach der Rückkehr der Juden nach Jerusalem sowohl ihre religiösen Vorstellungen mitbestimmte als auch nachmals in spezifischen Abwandlungen die von Christen und Muslimen. Unter den Griechen vor allem in Kleinasien hingegen wurde etwa zeitgleich mit dem Übergang zur Geldwirtschaft von den ionischen Naturphilosophen eine „säkularisierte und individualisierte Wendung“ vollzogen, mit der die Grundlagen für die westliche Philosophie und Naturwissenschaft gelegt wurden.

### Griechische Prägungen

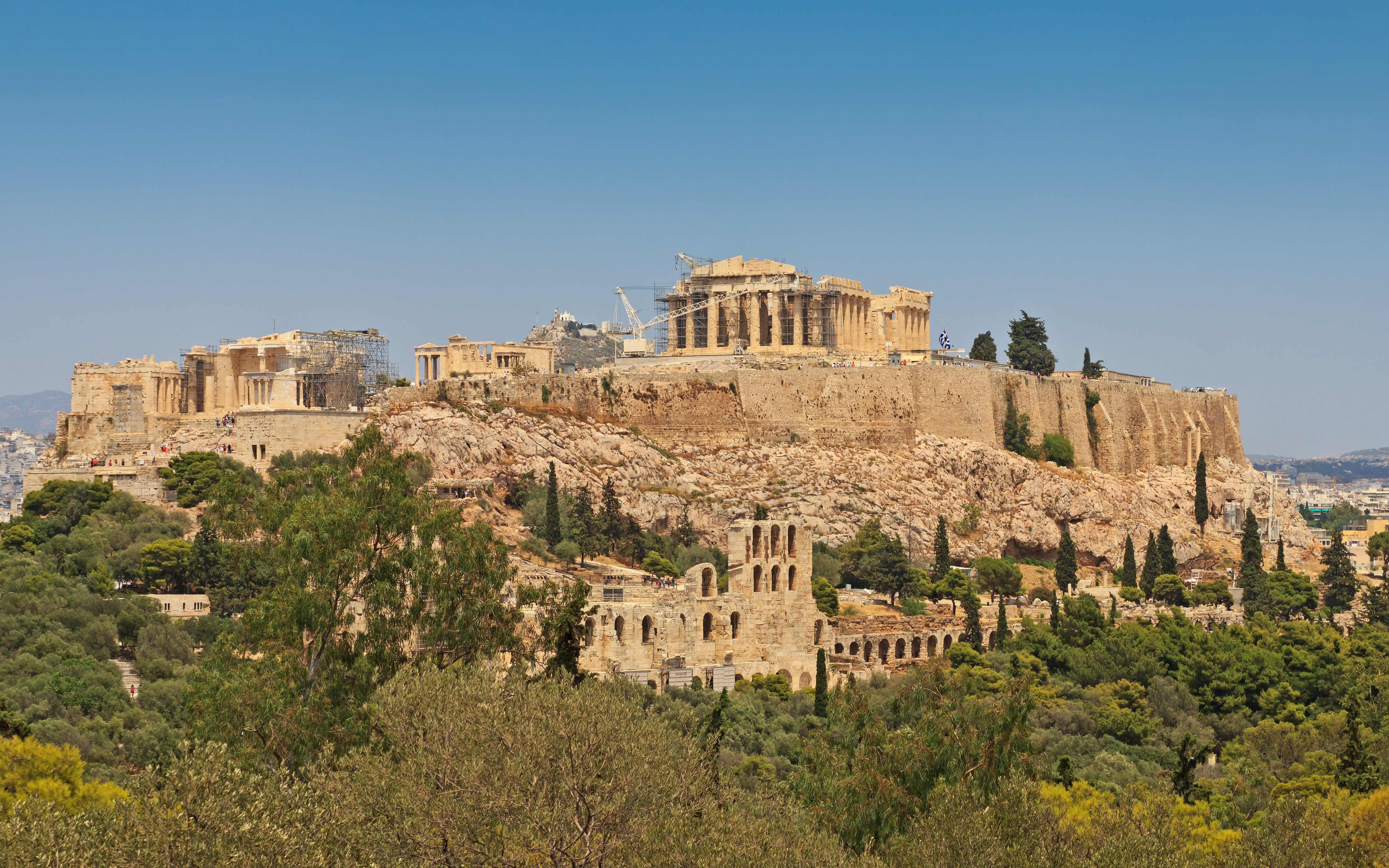
Die Akropolis von Athen

Als „logische Konsequenz aus der Expansion des zivilisatorischen Prinzips selbst“ entstanden an den Rändern des vorderasiatischen Hochkulturzentrums – in der Ägäis, in Kleinasien und Griechenland – weitere Kulturzentren mit eigenen spezifischen Merkmalen. Die griechische Antike hinterließ der Menschheit Begriffe und originäre Leitbilder für Demokratie, Politik, Philosophie und Kritik. In ihr wurden Grundlagen für ein rationales Weltbild gelegt, wurden bahnbrechende Impulse für Mathematik, Naturwissenschaften und Technik gesetzt. In Dichtung und Literatur, in bildender Kunst und fürs Theater wurden Werke geschaffen, die wie die Olympischen Spiele bis in die Gegenwart Reiz und Wirkung entfalteten.
Für die damalige mittelöstliche Großmacht Persien blieben die griechischen Poleis und Inseln auch nach der Selbstbehauptung der Griechen in den Perserkriegen nur ein widerspenstiges Ärgernis in Randlage. Als ein „Land des Überflusses“, das den Mittelmeerraum mit dem Herzen Asiens verband, charakterisiert Peter Frankopan das Perserreich. Es habe über ein ausgedehntes Straßennetz verfügt, um das „das ganze Altertum die Perser beneidete.“ Wie für alle Griechen hätten auch für Alexander den Großen die großen Verheißungen und lohnenden Gefahren im Osten gelegen, dem folglich logischen Ziel des Alexanderzugs. Während Alexander es sich zur Gewohnheit machte, im Respekt vor den regionalen Bräuchen traditionelle Titel anzunehmen und persische Kleidung zu tragen, legte er umgekehrt die Grundlagen für die Hellenisierung der eroberten Gebiete, die unter anderem im griechischen Sprachgebrauch und in der Ausbreitung der olympischen Götterwelt – laut Herodot bis nach Indien – ihre Wirkung entfaltete.

### Das Römische Imperium im Kraftfeld östlicher Nachbarn

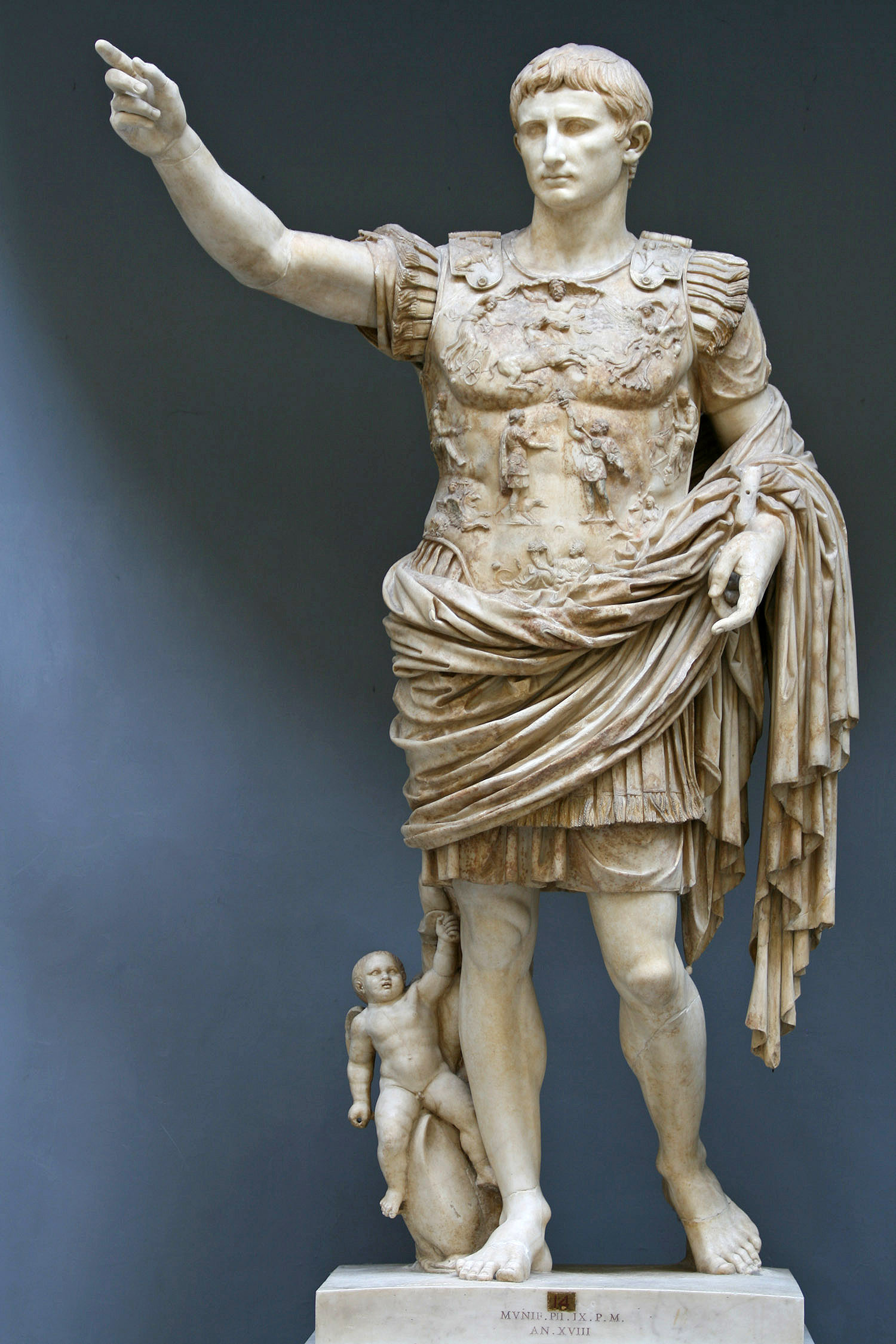
Augustusstatue von Primaporta
(Rom, Vatikanische Museen)

Im Römischen Reich wurde das kulturelle Erbe der Griechen als Bildungsgut angeeignet und bewahrt. Wachstum und relative Stabilität der römischen Herrschaft wurden durch ausgreifende Verleihung des Römischen Bürgerrechts an Unterworfene begünstigt, die so nach und nach romanisiert und zu Gleichberechtigten wurden. Eine Zeiten und Räume übergreifende Wirkung entfaltete das Römische Recht.
Mit der römischen Eroberung Ägyptens im Vorfeld des Augustäischen Prinzipats hatte man Zugriff auf die üppigen Getreideernten im Nildelta, wodurch der Getreidepreis fiel und die Staatskassen beträchtlich entlastet wurden. Die damit und mit der Konsolidierung des Römischen Reiches einhergehende Wohlstandsmehrung bildete die Grundlage dafür, dass Augustus mit Blick auf die seinerzeitigen Stadtbildveränderungen in Rom schließlich bilanzieren konnte, er habe eine Stadt aus Ziegelsteinen angetroffen, sie aber in Marmor hinterlassen. Florierende Handelsbeziehungen der Römer reichten im Osten bis Indien; und auch chinesische Seide gelangte bereits nach Rom.
Nachdem unter Trajan, der zeitweise ähnliche Ambitionen wie Alexander der Große entwickelte, das Römische Reich seine größte Ausdehnung erreicht hatte, ging es nach dem Tod dieses Kaisers hauptsächlich um Stabilisierung und Verteidigung des Erreichten. Dabei wurde Persien unter den Sassaniden neuerlich zur östlichen Großmacht. Die Gründung Konstantinopels zu Beginn des 4. Jahrhunderts, das bald zur größten und wichtigsten Metropole im Mittelmeerraum wurde, bedeutete die Schwerpunktverlagerung des römischen Herrschaftszentrums nach Osten, wo einerseits Erträge aus dem Schwarzmeerhandel lockten, andererseits die Verteidigungsvorkehrungen immer dringlicher erschienen.

### Klimawandel, Wanderungsströme und Zerfallserscheinungen
Eine Änderung des Erdklimas im 5. Jahrhundert, das sogenannte Pessimum der Völkerwanderungszeit, das in Europa mit einem steigenden Meeresspiegel, an der Nordsee mit Malaria und in asiatischen Steppengebieten mit Dürren und veränderter Vegetation einherging, löste in China eine Hungerkatastrophe aus und veranlasste den Kaiser zur Verlagerung des Herrschersitzes. Unter den sich neu formierenden Steppenvölkern Zentralasiens waren es die Hunnen – andere vor sich hertreibend –, die zeitweise verheerenden Druck sowohl auf das Römische als auch auf das Sassanidenreich ausübten. Beide ansonsten rivalisierenden Mächte fanden dieser Bedrohung gegenüber bei der Errichtung und Unterhaltung einer fast zweihundert Kilometer langen Mauer zusammen, die zwischen Kaspischem und Schwarzem Meer das Eindringen nomadischer Völker über den Kaukasus verhindern sollte. Während der westliche Teil des Römischen Reiches dem Ansturm unterlegen war, blieben die östlichen Provinzen Kleinasien, Syrien und Palästina und Ägypten vorerst verschont.
Als die Hunnen unter ihrem Anführer Attila im 5. Jahrhundert auf den Balkan vordrangen, schien es auch im stark befestigten Konstantinopel ratsam, durch Tributentrichtung an die Hunnen deren weiteres Vordringen in den eigenen Machtbereich abzuwenden. Nach der Niederlage Attilas 451 auf den Katalaunischen Feldern zogen sich die Hunnen zwar nach Osten zurück; auf dem Gebiet des untergegangenen Weströmischen Reiches aber zeigten sich kulturelle Verfallserscheinungen: eine drastisch zurückgehende Alphabetisierung, kaum noch Steinbauten, ein unbedeutender Warenaustausch auf lokalen Märkten statt des aufgegebenen Fernhandels und eine stark rückläufige Eisengewinnung.

## Mittelalterliche Konstellationen und Entwicklungen
Für den je nach Abgrenzung bis zu tausendjährigen Zeitraum zwischen dem Niedergang des antiken Römischen Reiches und der die Neuzeit einleitenden Entdeckung und Eroberung Amerikas durch europäische Kolonisten hat sich in der westlichen Historiographie der Begriff Mittelalter etabliert. Auf andere Kontinente und ihre Bewohner ist dieses Periodisierungsschema allerdings nur bedingt sinnvoll anzuwenden. So datieren beispielsweise Geschehnisse in Asien, die wesentlich zur Völkerwanderung und dem Ende der Antike beitrugen, lange vor dem 5. Jahrhundert. Immer mehr Autoren weisen jedoch darauf hin, dass nicht nur in Japan, sondern auch in Indien und Afrika Phänomene einer frühen Feudalisierung zu verzeichnen sind, die starke Ähnlichkeiten mit dem europäischen Mittelalter aufweisen.

### Religion und Herrschaft
Die Christenmission verzeichnete gerade im asiatischen Raum den Handelsrouten entlang anhaltend große Erfolge, obwohl Dogmenstreitigkeiten nach dem Ende der Christenverfolgungen die Einheit der Christen im Glauben anhaltend in Frage stellten und schließlich zur Trennung in eine westlich-römische und eine östlich-byzantinische Kirche führten. Städte wie Merw, Gundischapur und auch die Oasenstadt Kaschgar hatten beispielsweise Erzbischöfe lange vor Canterbury. „Selbst im Mittelalter“, schreibt Frankopan, „gab es in Asien vielmehr Christen als in Europa.“

Byzanz und das Kalifat im Frühmittelalter

Im 7. Jahrhundert trat im arabisch-nahöstlichen Raum neben die beiden monotheistischen Religionen der Juden und Christen als dritte der Islam, nachdem dessen Prophet Mohammed gegen anfängliche Widerstände in Mekka zu einer breiten Anhängerschaft gekommen war. Die damaligen Bedingungen waren für die rasche Ausbreitung des Islam günstig: Verfallserscheinungen im Sassanidenreich, eine weitere Schwächung Ostroms und damit korrespondierend die Bereitschaft vieler Juden und Christen, sich mit den in Glaubensfragen nicht allzu fremden Muslimen als Schutz gewährender Vormacht zu arrangieren.
Infolge der islamischen Expansion wurden die wirtschaftlichen Kernlande des Römischen Reiches und Persiens – darunter Ägypten und Mesopotamien – miteinander verbunden in einem Machtgebilde, das im 8. Jahrhundert bereits vom Himalaya bis zum Atlantik reichte. Verlockungen des Handels und der Reichtümer in der islamischen Welt wirkten anziehend auch auf Volksstämme nördlicher Herkunft wie die Waräger. Entlang der Flüsse Oder, Newa, Wolga und Dnepr entstanden im 9. Jahrhundert Stützpunkte und Handelsstationen – und mit den Rus als Namensgebern der Staat Russland. Der über die Flusssysteme Russlands florierende Nord-Süd-Handel unter anderem mit Wachs, Bernstein, Honig, Schwertern und Seidenstoffen erstreckte sich über 5.000 Kilometer, im Norden bis nach Finnland und Norwegen. Schätzungsweise mehrere zehn Millionen bis Hunderte von Millionen Silbermünzen flossen auf diese Weise in den skandinavischen Raum.

### Kämpfe ums „Heilige Land“ – die Kreuzzüge
Während im islamischen Kalifat der geistliche Führer zugleich weltlicher Herrscher war, gab es mit dem römischen Papsttum und den Kaisern des Heiligen Römischen Reiches (und weiteren europäischen Monarchien) seit Karl dem Großen zwei Institutionen, die zwar wegen ihrer christlichen Ausrichtung aufeinander bezogen waren, aber zeitweise und besonders im Investiturstreit um die Einsetzung der Bischöfe machtpolitisch heftig miteinander rivalisierten.
Als im 11. Jahrhundert der Herrschaftsbereich der oströmisch-byzantinischen Kaiser zunehmendem Druck seldschukischer Potentaten ausgesetzt war, erging ein Hilferuf an die katholischen Mächte im Westen, der speziell von Papst Urban II. aufgegriffen wurde und in einen Appell an die westliche Christenheit und ihre Ritterschaft mündete, sich auf den Weg zur Befreiung der heiligen Stadt Jerusalem zu machen. Am Ende des daraus entstandenen Ersten Kreuzzugs stand 1099 die in einem wüsten Blutbad endende Eroberung Jerusalems. In dem päpstlichen Aufruf hatte es geheißen, dass denen alle Sünden vergeben würden, die sich dem Kreuzzug anschlössen. Unter den Kreuzzugsbeteiligten herrschte alsbald die Vorstellung, dass der Erlösung sicher sein könne, wer im Kampf fiel. „Der Zug in den Osten war eine lange Reise im diesseitigen Leben, aber auch ein Weg, im nächsten Leben ins Paradies zu gelangen.“

Die Kreuzfahrerstaaten nach dem ersten Kreuzzug

Der Nachschubbedarf der an der Ostküste des Mittelmeers errichteten Kreuzfahrerstaaten beschleunigte den Aufstieg der norditalienischen Stadtstaaten Genua, Pisa und vor allem Venedig von regionalen Machtzentren zu beherrschenden Handelsmächten im Mittelmeerraum. Während die im 12. Jahrhundert sich mehrfach kritisch zuspitzende Lage in den Kreuzfahrerstaaten zu weiteren Kreuzzugsunternehmungen Anlass gab, bauten die Seehandelsmächte Italiens ihre wirtschaftliche Machtstellung aus und trugen ihre Rivalität handfest schließlich sogar in den Straßen Konstantinopels aus. Aus christlicher Verbundenheit mit den Byzantinern wurden zuletzt Hass und erbitterte Feindschaft, die die Stadtbevölkerung zu pogromartigen Ausschreitungen gegen die Italiener trieben.
Nachdem Jerusalem durch Saladin seit 1187 wieder islamischer Herrschaft unterworfen worden war, und der dagegen mobilisierte Dritte Kreuzzug in der Hauptsache keinen Erfolg gebracht hatte, erfuhr der Vierte Kreuzzug in seinem Verlauf eine markante Neubestimmung des Ziels: Statt wie geplant nach Jerusalem und Ägypten zu führen, richtete er sich schließlich gegen das von innerbyzantinischen Machtkämpfen geschwächte Konstantinopel, das 1204 von den Kreuzfahrern belagert, eingenommen und schonungslos geplündert wurde: „Die Reichtümer Konstantinopels verschwanden in den Kirchen, Kathedralen, Klöstern und Privatsammlungen ganz Westeuropas.“
Dort herrschte nach Völkerwanderung und Untergang des Römischen Reiches ein Zustand weitgehender Zersplitterung, in dem konkurrierende Feudalmächte Herrschaft ausübten und auszuweiten suchten. Zentrale Herrschaftsambitionen stießen schnell an Grenzen; denn die Vielfalt der Ethnien und der staatlichen Gebilde stand der Zusammenfassung des Kontinents unter einer Zentralmacht im Wege. Andererseits begünstigte diese Pluralität eine relative politische Autonomie. Als von den norditalienischen Städten ausgehend die Renaissance als geistig-kulturelle Bewegung in Europa Fuß fasste, war damit auch ein verändertes Menschenbild verbunden, das kirchliche Dogmen in Frage zu stellen geeignet war. Die protestantischen Glaubensrichtungen, die sich dem Katholizismus entgegenstellten, lösten einen Prozess aus, an dessen Ende die religiös-weltanschauliche Selbstbestimmung als Menschenrecht stand.

### Asiatische Großreiche
Indien wurde nach dem Zerfall des Gupta-Reiches im 6. Jahrhundert, das die klassische Kultur Indiens repräsentierte, in seiner politischen Fragmentierung zum Objekt zahlreicher Eroberungs- und Herrschaftsambitionen benachbarter Völker, blieb aber gesamtgesellschaftlich geprägt durch den Hinduismus und das Kastensystem. Während der Buddhismus zunehmend aus Indien verdrängt wurde, hielt mit den diversen Eroberungsschüben von Norden her der Islam Einzug.
Chinas Einheit, die Ende des 6. Jahrhunderts wiederhergestellt war und sich unter der rund 300-jährigen Tang-Dynastie stabilisierte, blieb durch die Einfälle der zentralasiatischen Reitervölker bedroht. Für annähernd ein Jahrhundert (1279–1368) wurden Mongolen seit Kublai Khan zu Herrschern über China. Der führenden Rolle Chinas im interkontinentalen Handel tat das keinen Abbruch: China exportierte unter anderem Seide, Tee und Porzellan; Papier, Blockdruck und Schießpulver stammen ebenfalls aus China. Für etwa ein Jahrhundert (1220–1335) garantierte das nach Flächenausdehnung größte Weltreich der Geschichte unter dem Mongolen Dschingis Khan und seinen Nachfolgern die Sicherheit des Fernhandels über die Seidenstraße von Europa bis nach Ostasien.

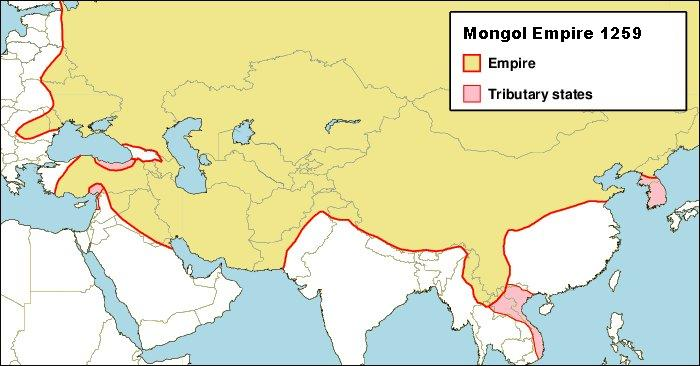
Das mongolische Reich beim Tode Möngke Khans (1259).

Bis ins späte 11. Jahrhundert waren die Mongolen nur einer von vielen Stämmen nahe der Grenze zu China. Doch Dschingis Khan gelang es mit geschickter Bündnispolitik, straffer Organisation, strategisch zielgerichtetem Vorgehen und einem meritokratischen System der Posten- und Beuteverteilung, das persönliche Bindung und Loyalität förderte, sich im Rahmen eines nahezu ununterbrochenen Eroberungsprogramms zum alleinigen Herrscher der mongolischen Steppe zu machen und sodann einerseits nach Nordchina und andererseits nach Zentralasien auszugreifen. Die Vorgehensweise bestand in äußerst brutaler, selektiver Gewaltanwendung: „Die Eroberung und Plünderung einer Stadt sollte alle anderen dazu bringen, sich schnell und ohne Widerstand zu ergeben. […] Nischapur war eine der Städte, die vollständig vernichtet wurden. Jedes Lebewesen – von Frauen, Kindern und Greisen bis hin zu Haus- und Nutztieren – wurde abgeschlachtet. Die Leichen wurden zu riesigen Pyramiden aufgetürmt als grausige Warnung vor den Folgen, die der Widerstand gegen die Mongolen hatte.“ Viele andere Städte zogen es angesichts dessen vor, die Waffen niederzulegen und zu verhandeln. Doch auch die eroberten und verwüsteten Städte wurden unter mongolischer Herrschaft rasch wieder aufgebaut, „wobei man großen Wert auf die Förderung der Künste, des Handwerks und der Güterproduktion legte.“
Nach Abschüttelung der Mongolenherrschaft betrieb China unter der Ming-Dynastie eine expansive Handels- und Militärpolitik, die angesichts der weiter bestehenden Unsicherheit und der verbreiteten Pest entlang der Seidenstraße ihren Höhepunkt in großen Seeexpeditionen im 15. Jahrhundert erreichte. China war zu diesem Zeitpunkt die mit Abstand größte Seemacht der Welt. Zwischen 1417 und 1422 erreichte eine Flotte des muslimischen Admiral Zheng He zweimal die Küste Ostafrikas bis hinunter nach Mosambik. Im Zuge von Wirtschaftskrisen und Katastrophen kam es zu einer von konfuzianischem Gedankengut getragenen Strategie konservativer Selbstbeschränkung: Das Land orientierte sich wieder auf die Förderung der Landwirtschaft. Der Fernhandel, der Bau großer Schiffe und die Fortsetzung der weit vorangeschrittenen technischen Entwicklung wurden unterbunden, und China verfiel in eine Politik des Isolationismus.
Die türkischen Reiche im östlichen und westlichen Zentralasien waren im 7. und 8. Jahrhundert durch chinesische Angriffe vernichtet worden. In der Folge wurden die Türken durch Verlagerung ihrer Aktionsräume zur Bedrohung südlicher und westlicher gelegener Zivilisationszentren von Nordindien bis zur oströmischen Kapitale Konstantinopel, die schließlich 1453 von ihnen erobert wurde.

### Feudalismus oder Sklaverei in Afrika

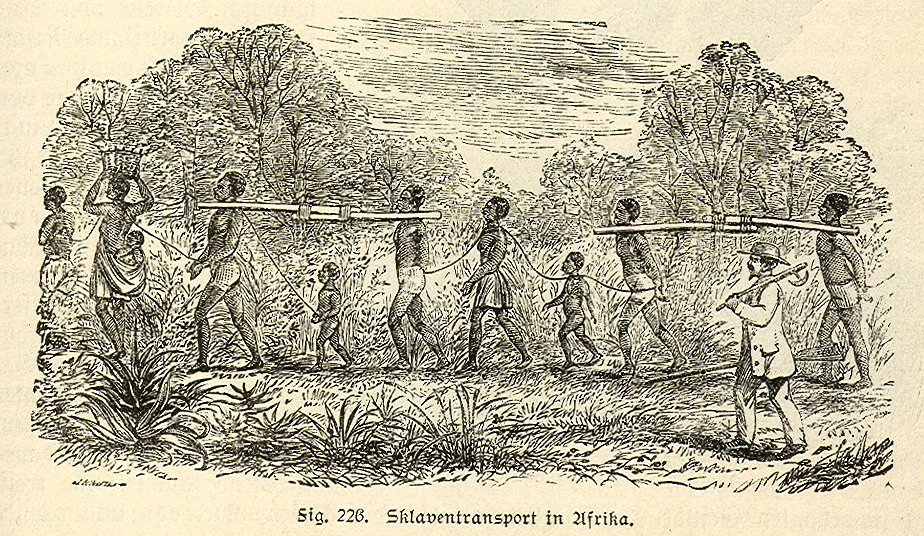
Sklaventransport

Afrikas Bevölkerung südlich der Sahara war von diesen Konstellationen wie auch zunächst von der islamischen Expansion nicht betroffen. Hier war die über Jahrhunderte sich erstreckende Bantuwanderung das wesentliche Veränderungsgeschehen, mit dem vom Kameruner Hochland her in südlicher und östlicher Richtung sich Bauerntum und seit dem 6. Jahrhundert Eisentechnologie ausbreiteten. Im Gegensatz zu den bäuerlichen Gesellschaften Europas und Asiens, in denen seit der Jungsteinzeit durch Viehhaltung eine dicke Humusschicht entstanden war, die den Grund und Boden allmählich zum Wertobjekt gemacht hatte, war diese Schicht in großen Teilen Afrikas oft nur wenige Zentimeter dick und blieb stets gefährdet. Daher spielte in den meisten afrikanischen Regionen südlich der Sahara der Besitz von und die Bindung an den an sich wertlosen Boden eine weitaus geringere Rolle als die Herrschaft über die Menschen, die ihn bestellten. Den Feudalismus nach Art des europäischen Mittelalters gab es in den frühen afrikanischen Königreichen deshalb nicht in gleicher Weise. So waren die von Bertaux als Hegemonien bezeichneten afrikanischen Reiche wie das Reich von Ghana (um 900–1100) meist zentralistisch organisiert; stets gab es eine starke direkte Beziehung der Könige oder Häuptlinge zu ihren Untertanen. Tatsächlich stellte die Versklavung von Kriegsgefangenen stets ein wichtiges Instrument staatlicher afrikanischer Herrschaftsausübung dar. Innerafrikanische Sklavenjagd und Sklavenhandel waren bereits seit der Antike verbreitet. Die Sklaven wurden unter anderem als Zwangsarbeiter in den offenen Salzminen der Sahara eingesetzt, stellten aber andererseits neben Gold das einträglichste Exportgut afrikanischer Händler dar. Oft waren die Sklavenjäger hellhäutige Wüstennomaden, ihre Opfer zumeist schwarze Bauern. Die prä-agrarischen Sammler und Jäger (Pygmäen und San) wichen den Sklavenjägern in Regenwälder und Wüsten als Rückzugsgebiete aus.

### Todbringende und innovationsförderliche Pest
Verheerende Seuchen sind in der Menschheitsgeschichte öfters vorgekommen und zum Teil eingehend beschrieben worden, so zum Beispiel die „Pest des Thukydides“ oder die Justinianische Pest. Die welthistorisch stärkste Pest-Verbreitung mit den höchsten Opferzahlen war jedoch mit jener Pest zur Mitte des 14. Jahrhunderts verbunden, deren Schrecken später als Schwarzer Tod erinnert wurden.
Entstehungsbereich und anfängliches Verbreitungsgebiet der grassierenden spätmittelalterlichen Pest war die eurasische Steppe mit einer Kette von Siedlungszentren, die vom Schwarzen Meer bis zur Mandschurei reichte. Neben Ratten können auch Kamele leicht von dem durch Flöhe übertragenen Erreger Yersinia pestis, infiziert werden, dessen Vermehrung bereits durch eine geringfügige klimatische Erwärmung angeregt werden kann.
Ein mongolisches Heer, das 1346 den genuesischen Handelsplatz Caffa belagerte, wurde von der Seuche nahezu komplett vernichtet. Vor dem Abzug der Übriggebliebenen legten die Mongolen aber noch einige an der Krankheit Verstorbene auf Wurfmaschinen und katapultierten sie in die Stadt. In der Folge wurden auch die europäischen Handelswege „zu Schlagadern für die Übertragung des Schwarzen Todes.“
Gegen Ende der 1340er Jahre erreichte die Seuche bayrische wie nordfranzösische Städte und die Häfen der Britischen Inseln, wo bereits vorher eine Agrarkrise zu Hungersnöten geführt hatte. In den Städten und Dörfern Englands überlebte nach zeitgenössischen Berichten kaum ein Zehntel der Bevölkerung, sodass nicht einmal genug Menschen übrig geblieben seien, um die Toten zu bestatten. Ähnliche Schreckensbilder hinterließ die Pest am Südostrand des Mittelmeers mit von Toten übersäten Straßen zwischen Kairo und Palästina. Als die Seuche zu Anfang der 1350er Jahre allmählich nachließ, hatte sie in Europa mindestens ein Drittel der Gesamtbevölkerung hinweggerafft. In manchen Regionen Europas musste man unter dem Druck des daraus folgenden Arbeitskräftemangels und steigender Löhne zur extensiven Landwirtschaft übergehen (Schafzucht), was den Wollexport aufstrebender Gewerbezentren in Flandern und England stimulierte. Auch musste wegen der Zuwanderung in die Städte der Zunftzwang vielerorts gelockert werden, was die Konkurrenz und eine frühkapitalistische Entwicklung der Gewerbe stimulierte. England schaffte in der Folge als erstes Land Europas die Leibeigenschaft ab, was die Entwicklung der Lohnarbeit und eines kapitalistischen Landpachtsystems förderte.

## Neuzeitliche Entdeckungen und Umwälzungen
Im 13. Jahrhundert setzte mit der Entwicklung des Fernhandels der Seerepubliken Venedig und Genua eine folgenreiche „maritime Expansion“ konkurrierender europäischer Mächte ein, die den Beteiligten einen machtpolitischen Vorsprung und phantastische Gewinne im Fernhandel verschaffte. Venedig und Genua legten mit ihren Kolonien rund um das Mittelmeer, mit neuen Navigationsmethoden, Formen des Geschäftsverkehrs und einem Netz von Warenlagern und Plantagen die Grundlagen für eine lange währende europäische Vorherrschaft im Welthandel. Der Wert allein der in Genua gestapelten zollpflichtigen Waren war Ende des 13. Jahrhunderts dreimal höher als die Einnahmen des französischen Königs. Die Methoden der Navigation und des Schiffbaus wurden von Portugiesen und Spaniern unter Nutzung auch der im Nordseeraum entwickelten Technik und der Erkenntnisse von Arabern und Chinesen erheblich verbessert. Die Kombination von Rahsegel und arabischem Lateinsegel führte zu wendigen, hochseetüchtigen Schiffen, die auch gegen den Wind kreuzen konnten.

Spanische Galeone (links) trifft auf niederländisches Kriegsschiff (Cornelis Verbeeck, ca. 1618/1620). Entgegen der landläufigen Meinung waren die Galeonen für die damalige Zeit schnell und wendig.

Mit den Entdeckungsfahrten der Portugiesen und Spanier zur See, die der Suche nach alternativen Fernhandelsstraßen zur Seidenstraße dienten, gerieten die bis dahin von der übrigen Welt isolierten Populationen Amerikas in die Interessensphäre der europäischen Seemächte, die von da an Handelsstützpunkte, Kolonien und Kolonialreiche in den ihnen zugänglichen Gebieten rund um den nun erschlossenen Globus errichteten und damit zu einem machtpolitischen Übergewicht über die großen asiatischen Zivilisationen in Indien und China gelangten.
Während Portugal mit seinen Stützpunkten im Indischen Ozean den indischen Außenhandel dominierte, setzte die Errichtung spanischer Kolonien in Mittel- und Südamerika zunächst in der Karibik an, wohin Kolumbus seine Entdeckungsfahrt geführt hatte. Bei der Eroberung Mexikos wirkten sich die mitgebrachten Feuerwaffen der Spanier mitentscheidend aus. Aus Europa eingeschleppte Krankheitserreger, gegen die für die Ansässigen kein Immunschutz bestand, namentlich die Pocken, aber auch Masern, Grippe, Typhus und andere in Europa endemische Krankheiten, reduzierten die Zahl der indigenen Bevölkerung innerhalb der ersten beiden Jahrhunderte nach der Ankunft des Kolumbus um 95 %. Blühende Zivilisationen wie die Mississippi-Kultur kollabierten schon vor Ankunft der Eroberer: Deren Krankheitskeime reisten, schneller als sie selbst, indem sich die Indianer gegenseitig ansteckten. Der Konquistador Hernando de Soto fand daher in Florida und im Tal des Mississippi menschenleere Gegenden und kürzlich aufgegebene Siedlungen vor. Daher brauchten die Eroberer mit den Einheimischen kaum Kompromisse zu schließen, da es aufgrund ihrer geringen Zahl leicht fiel, sie zu vernichten oder in die „Wildnis“ abzudrängen. Sitten und Institutionen wurden in den kolonialen Ablegergesellschaften ebenso weitergeführt wie Sprache und Religion. Ähnlich war es bei der im 17. Jahrhundert verstärkt einsetzenden Besiedlung Nordamerikas durch europäische Kolonisten, die die ansässigen Indianerstämme immer weiter nach Westen verdrängten.

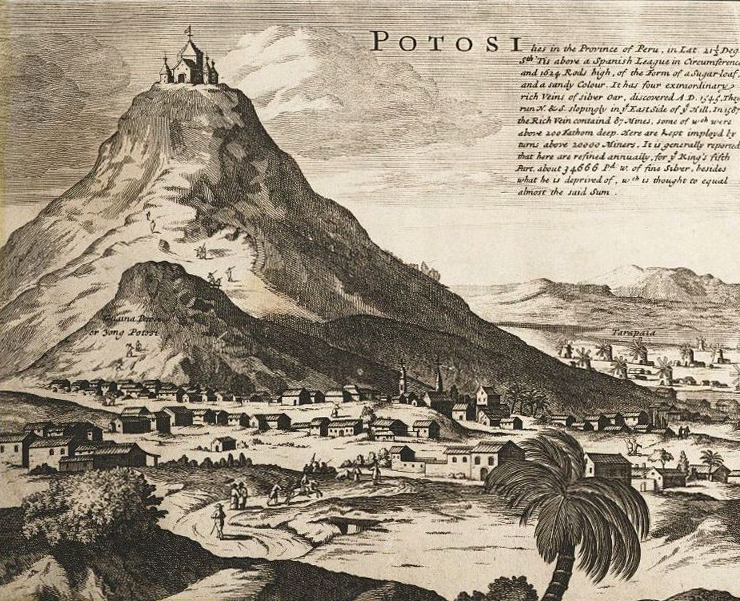
Bergbaustadt Potosí, gegründet 1545 (aus einer um 1715 entstandenen Südamerikakarte von Herman Moll)

Der in Mexiko geprägte Silberpeso wurde zur ersten global akzeptierten Währung und zu einem wichtigen Zahlungsmittel sogar in China. Der Silberexport nach Spanien führte jedoch zu einer Inflation und zum wirtschaftlichen Niedergang der Kolonialmacht – ein frühes Beispiel für einen Ressourcenfluch.
Im 18. Jahrhundert setzte ein in dieser Geschwindigkeit bis dahin unbekanntes Bevölkerungswachstum in Europa und Teilen Asiens ein, das zu einem Anstieg der Weltbevölkerung von etwa 600 Millionen im Jahr 1700 auf 1 Milliarde um 1804 führte. In Europa und China verdoppelte sich die Bevölkerung in dieser Zeit auf fast 200 (ca. 20 Prozent der Weltbevölkerung) bzw. etwa 300 Millionen Menschen (ca. 30 Prozent). Ursächlich dafür waren vor allem Verbesserungen in der Landwirtschaft: Die Ablösung der Dreifelderwirtschaft durch die Fruchtwechselwirtschaft und die Einführung der Kartoffel als wichtiges Nahrungsmittel in Europa trugen zur Vermeidung von Hungersnöten bei. Die Winterstallfütterung führte hier zur Verbesserung der Versorgung mit tierischem Fett und Eiweiß. Die Protoindustrialisierung zog die Schaffung gewerblicher Zentren der Wollverarbeitung – z. T. auf der Grundlage bäuerlicher Hauswirtschaft – und später der Baumwollverarbeitung nach sich.
Auch in China entwickelten sich Landwirtschaft und Manufakturen unter der Qing-Dynastie rasch: China erreichte einen Anteil von ca. 50 Prozent an der weltweiten Produktion aller Güter. Doch führte nach dem Siebenjährigen Krieg, der faktisch ein erster Weltkrieg war, da er auch in den Kolonien ausgetragen wurde, die Einbindung von immer mehr Regionen Amerikas und Südasiens – und seit den 1820er Jahren auch Chinas – in das System kolonialer Handelsbeziehungen bis zur Teilkolonialisierung, also weg vom System privater Handelsstützpunkte und -monopole hin zu „ungleichen Verträgen“ mit weitgehenden Souveränitätseinschränkungen. Die Konsequenz war eine wirtschaftliche Stagnation in großen Teilen der (teil)kolonisierten Welt, die zu Rohstofflieferanten degradiert wurden, was z. B. zur Hungersnot in Bengalen 1770 und Aufständen in Indien und China führte.
Die ökonomische und Wohlstands-Divergenz innerhalb Europas zwischen Nordwesteuropa (vor allem Großbritannien, Niederlande) und dem Rest des Kontinents (Italien, Spanien, Portugal, Deutschland) sowie die Divergenz zwischen Europa und Asien (vor allem Indien, das seit den 1770er Jahren) wurde durch die Handelshegemonie der Niederlande und Englands verstärkt, wofür zeichenhaft der Aufstieg Amsterdams und Londons zu globalen Handels- und Finanzzentren steht. Entscheidende Weichenstellungen zur Globalisierung fanden also bereits im 18. Jahrhundert statt.

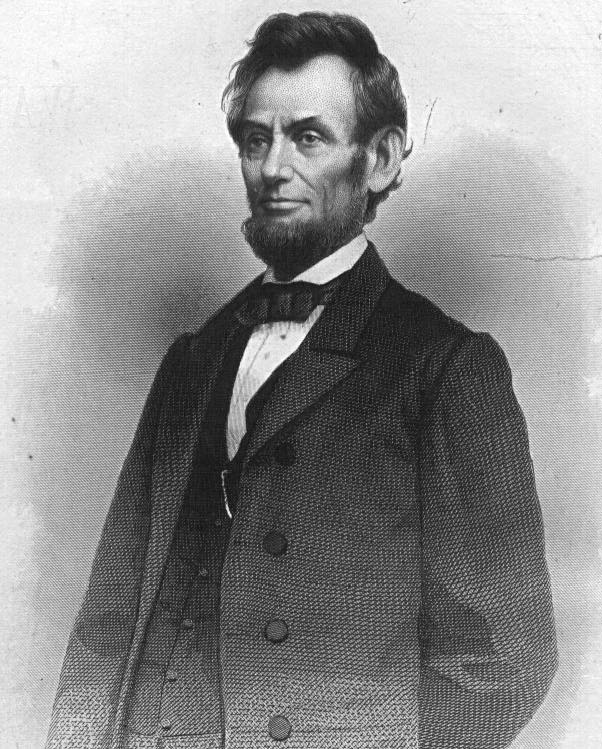
Abraham Lincoln

Nordamerika ging einen anderen Weg. Hier dominierte von Anfang an die Siedlungskolonisation. Im Amerikanischen Unabhängigkeitskrieg emanzipierten sich die Kolonisten jedoch von britischer Herrschaft und gründeten mit französischer Unterstützung die Vereinigten Staaten von Amerika. Die 1789 in Gang kommende Französische Revolution zielte – im Einklang mit den Leitvorstellungen der Aufklärung – ebenfalls auf Menschenrechtsgarantien und eine gewaltenteilende Verfassung. In beiden Fällen änderte sich aber zunächst nichts daran, dass die im transatlantischen Dreieckshandel nach Amerika gelangten afrikanischen Sklaven und ihre Nachfahren versklavt blieben. Die persönliche Freiheit erlangten die nordamerikanischen Sklaven erst im Zuge des Amerikanischen Bürgerkriegs, zu dem es 1860 nach der Wahl Abraham Lincolns, eines gemäßigten Abolitionisten, zum US-Präsidenten kam. Die aus den Umwälzungen der Französischen Revolution resultierende Vorherrschaft Napoleon Bonapartes auf dem europäischen Kontinent, die in Verbindung mit der Kontinentalsperre auch die britische Machtstellung hätte schleifen sollen, endete mit dem Scheitern der Grande Armée im Russlandfeldzug 1812.
Das Zeitalter von etwa 1600 bis 1750 kann als eine zweite Stufe des frühen Anthropozäns betrachtet werden. Durch die Ausbreitung des Seehandels kam es zu einer globalen Verschleppung wie auch zum gezielten Austausch von Pflanzen- und Tierarten (z. B. Kartoffel, Sonnenblume, Tomate, Erdnuss, Mais, Kakaobaum, Wanderratte). Die Kolonisierung führte zur intensiven landwirtschaftlichen Nutzung bisher ungenutzter natürlicher Ressourcen. In Amerika und in Teilen Asiens entstanden neue Siedlungsformen, während gleichzeitig indigene Völker deziminert wurden. Das „fossile“ Anthropozän im Sinne von Paul J. Crutzen, das zunächst durch die Verbrennung von steigenden Mengen an Kohle gekennzeichnet ist und sich auch in deutlichen atmosphärischen Veränderungen niederschlägt, setzte in der folgenden Periode der Industrialisierung und Urbanisierung ein.

## Industrialisierung und Imperialismus
Großbritannien hatte sich bei der Niederringung Napoleons in den Befreiungskriegen nicht nur als führende Seemacht der Welt behauptet, sondern war auch Vorreiter der Industriellen Revolution, die hinsichtlich der Bedeutung für die Änderung menschlicher Existenzbedingungen mit dem neolithischen Übergang zur Sesshaftigkeit und zu landwirtschaftlicher Produktion gleichgesetzt wird. Die gesellschaftlichen und naturräumlichen Voraussetzungen für die Einführung maschinengetriebener Produktion in Fabriken waren spätestens seit der Glorreichen Revolution gegeben, die bei der Gentry und im wirtschaftlich aktiven Bürgertum Kräfte und Mittel freigesetzt hatte. Kohle, Eisen und eine bald um Eisenbahnen erweiterte günstige Transportstruktur; Indien als größte Kolonie, die den Baumwollrohstoff für die sich als erste etablierende Textilindustrie lieferte; dazu Absatzmärkte in Europa und im britischen Herrschaftsgebiet sorgten auf lange Zeit für eine überlegene Stellung der britischen Wirtschaft in der Welt.
In mehr oder minder rascher Folge wurde die neue Produktionsweise – vor allem in Verbindung mit Kohlestandorten – außerhalb Englands übernommen: in West- und Mitteleuropa, in den USA, am Ural, in Indien und Japan. Mit der maschinengesteuerten Massenproduktion gingen veränderte gesellschaftliche Verhältnisse einher, die sich in dem Gegensatz von kapitalistischem Wirtschaftsbürgertum und lohnabhängiger Fabrikarbeiterschaft zuspitzten. Aus der Beobachtung von Verelendungserscheinungen bei englischen Fabrikbelegschaften leiteten Friedrich Engels und Karl Marx im Kommunistischen Manifest die Notwendigkeit einer proletarischen Revolution und einer Diktatur des Proletariats ab. Andere Ansätze zur Lösung der sozialen Frage kamen bei der Gründung von Gewerkschaften und in sozialreformerischen Konzepten von staatlicher Seite zum Tragen.

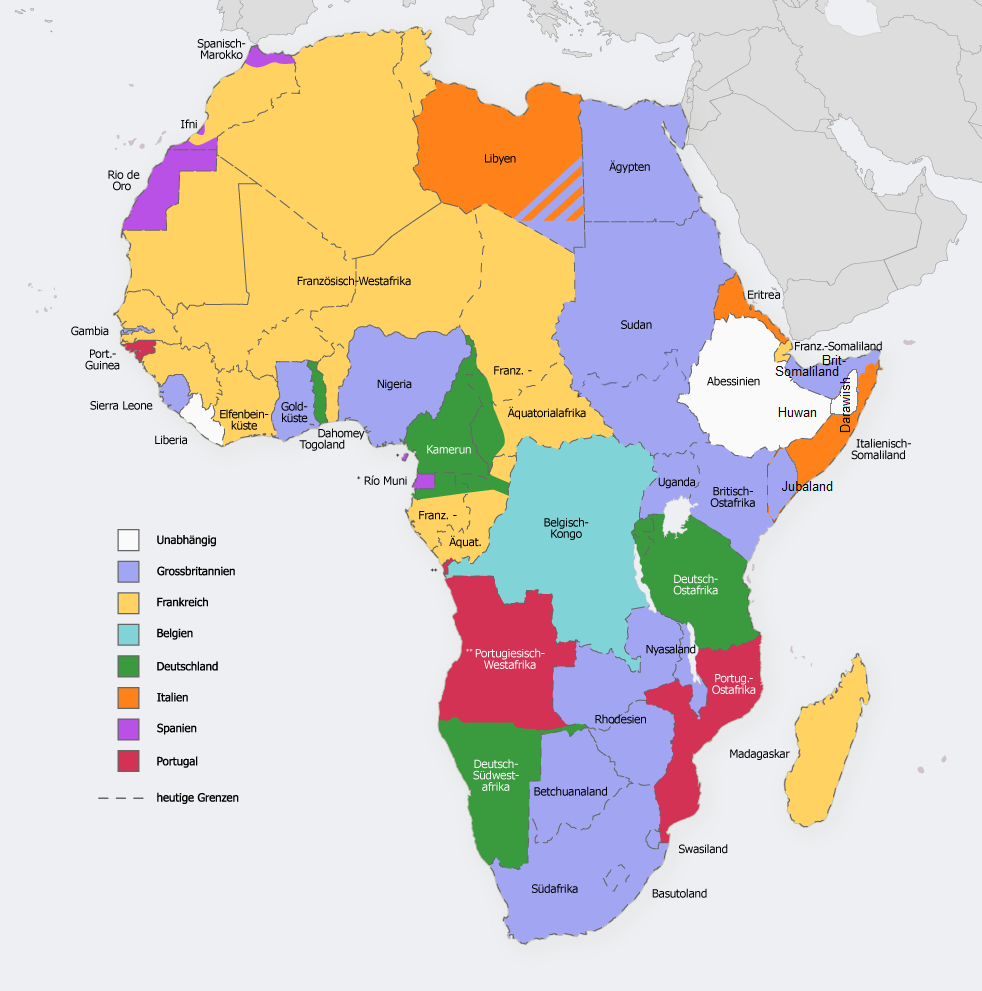
Afrika um 1914

Konkurrenz und Verdrängungswettbewerb der Wirtschaftsunternehmen innerhalb der jeweiligen volkswirtschaftlichen Binnenmärkte prägten in der Folge auch die politischen Vorstellungen von Selbstbehauptung und Machtstellung der Nationalstaaten im Weltmaßstab. Die Inbesitznahme von Kolonien sollte einerseits der Kontrolle und Nutzung von Rohstoffvorräten dienen, andererseits aber auch langfristige Absatzmärkte für eigene industrielle Erzeugnisse sichern. In einem „Klima imperialistischer Torschlusspanik“ kam es zu einem Wettlauf vor allem europäischer Mächte um noch nicht kolonisierte Gebiete der Erde. Die Vorstellung „Weltmacht oder Untergang“ setzte sich in dem erst seit 1871 bestehenden, aber zur industriellen Großmacht gewordenen Deutschen Kaiserreich in der politischen Führung durch und löste einen Flottenrüstungswettlauf mit der etablierten Weltmacht Großbritannien aus. Unter dem Eindruck einer jährlichen Wachstumsrate der Weltbevölkerung, die sich zwischen 1870 und 1913 gegenüber dem halben vorherigen Jahrhundert (1829–1870) im Durchschnitt verdoppelte, kam bei manchen Zeitgenossen die Vorstellung eines schrumpfenden Lebensraums auf, sodass „Kämpfe um Boden“ anständen. In Rassenlehren wurde eine natürliche Überlegenheit der weißen Kolonialherren über die von ihnen Beherrschten konstruiert und propagiert. Von vielen Seiten her ging man daran, den Imperialismus aufgrund seiner vermeintlich missionarisch-zivilisatorischen Funktion oder mit sozialdarwinistischen Argumenten zu legitimieren.
Auf der Berliner Kongokonferenz 1884 wurde praktisch der ganze Kontinent ohne Mitwirkung der Betroffenen unter den interessierten Mächten anhand der Landkarte aufgeteilt; die jeweils zugewiesenen Territorien wurden teils erst danach okkupiert. In eine ähnliche Lage geriet danach auch China, über dessen Aufteilung die involvierten Mächte sich aber nicht einigen konnten. Zudem stießen sie auch auf organisierten Widerstand (Boxeraufstand) von Chinesen. Im Zeitalter des Imperialismus wuchs der Anteil der unter Kontrolle einer überseeischen Kolonialregierung stehenden Territorien von 25 Millionen Quadratkilometern im Jahre 1880 auf 53 Millionen Quadratkilometer 1913.

## Weltkriege und globale Vernetzungen
Nach dem Attentat von Sarajevo mündeten die in Bündniskonstellationen fixierten Spannungen und Machtkämpfe der europäischen Mächte einschließlich Russlands in den Ersten Weltkrieg (1914–1918), der ein Massensterben in Grabenkriegen und Materialschlachten samt Giftgaseinsatz auslöste und auch als Luftkrieg sowie mit U-Booten ausgetragen wurde. In seinem Verlauf standen ungefähr 70 Millionen Menschen unter Waffen, und etwa 17 Millionen kostete er das Leben. Durch ihn mitverursacht, kam es 1917 zur Russischen Revolution, die einen das 20. Jahrhundert prägenden Systemgegensatz zwischen der kommunistischen Sowjetunion und den auf die kapitalistische Marktwirtschaft gegründeten westlichen Industrieländern zur Folge hatte.
Nach dem Ersten Weltkrieg beschleunigten sich Tempo und globale Ausdehnung der Industrialisierung. Das Zeitalter der Massenproduktion und des Massenkonsums setzte zunächst in den USA ein und wurde durch die Gewinnung und Verbrennung von Erdöl befeuert. Mit Hilfe dieser Energiequelle, die wesentlich energiereicher ist als Kohle, beschleunigten sich die globalen Tendenzen zur gewollten und ungewollten biologischen, klimatischen, geologischen und siedlungsgeographischen Umgestaltung der Erde. Ein massenhafter Individual- und Flugverkehr, die Industrialisierung der Landwirtschaft, die moderne Kunststoffindustrie und Pharmakologie und die Entwicklung von Megacities wurden so erst möglich. Das Anthropozän trat damit in eine neue, heute als kritisch bewertete Phase.
Die nach dem Ersten Weltkrieg geschlossenen Pariser Vorortverträge einschließlich des Versailler Vertrags erreichten keine dauerhafte Stabilisierung der internationalen Beziehungen auf neuer Grundlage, zumal die Weltwirtschaftskrise ab 1929 den Konsolidierungstendenzen entgegenwirkte und in Deutschland die Ablösung der Weimarer Republik durch die Nationalsozialistische Diktatur nach sich zog. Zielstrebig führte Adolf Hitler einen neuen Krieg zur Eroberung von „Lebensraum“ für das deutsche Volk herbei, der in den Zweiten Weltkrieg mündete. In dessen Schatten wurde die Diskriminierung und Verfolgung der Juden zum Holocaust gesteigert. Mit dem Angriff auf Pearl Harbor und die USA begann Japan einen Kampf um die Vorherrschaft in Ostasien. Die Gesamtzahl der Kriegstoten wird auf 60–70 Millionen geschätzt. Mit dem Abwurf der Atombomben auf die japanischen Städte Hiroshima und Nagasaki endete der Zweite Weltkrieg und begann das Atomzeitalter.

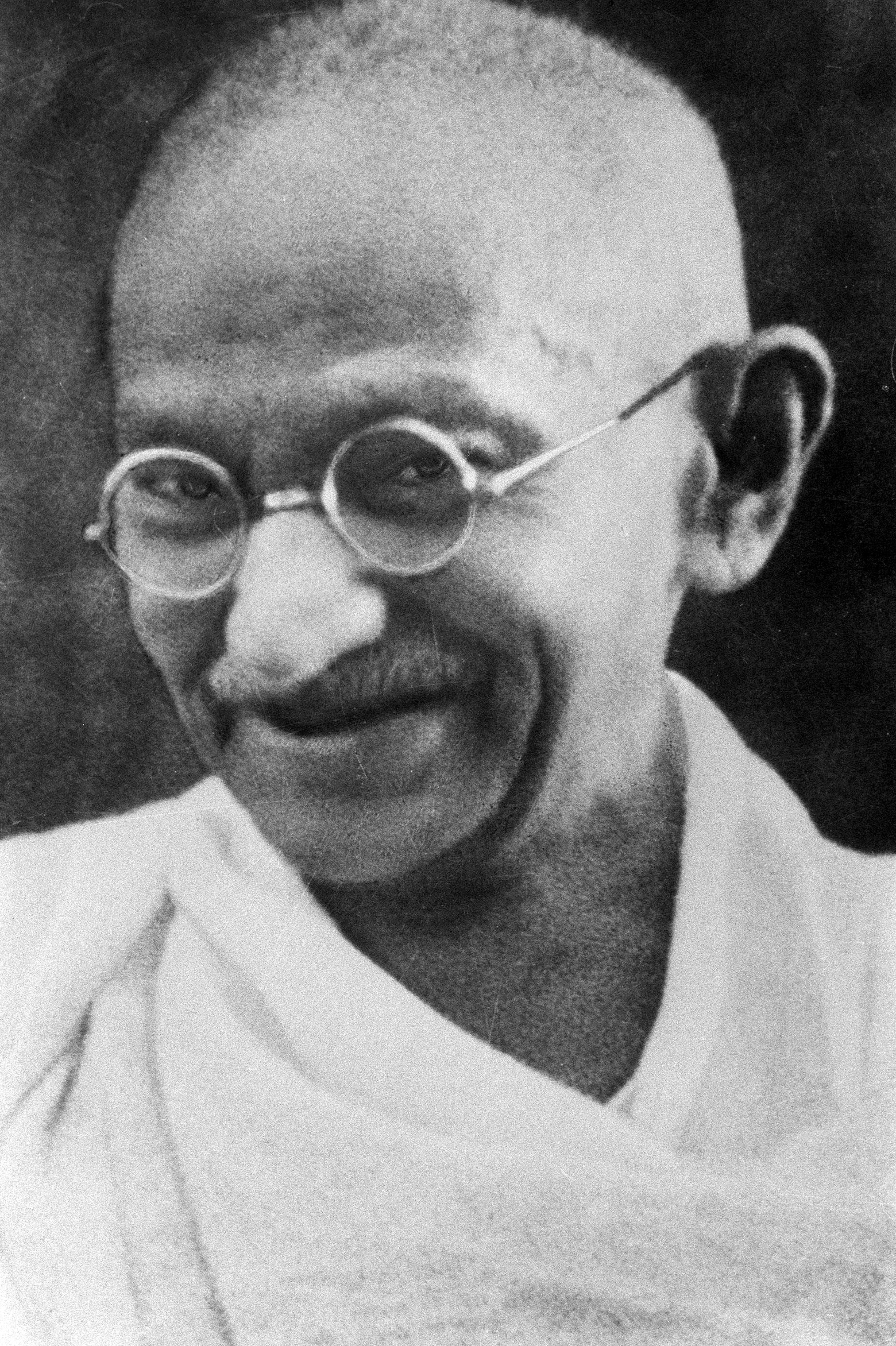
Mahatma Gandhi

Bestrebungen zur Friedenssicherung und zur Ächtung des Krieges als Mittel der Politik sind zwischen und nach den Weltkriegen verstärkt zum Zuge gekommen. Der globalen institutionellen Sicherung des Weltfriedens sollten die Gründung des Völkerbunds 1920 und die Gründung der Vereinten Nationen 1945 dienen. Letztere sind zugleich auf den universellen Schutz der Menschenrechte ausgerichtet. Mit dem Ende des Zweiten Weltkriegs war auch eine verstärkte Dekolonisation verbunden, bei der beispielsweise Indien unter der Führung Mahatma Gandhis 1947 die Unabhängigkeit erlangte. Die von den Kolonialmächten am Reißbrett fixierten Grenzen in Afrika trugen ihren Teil zu den anhaltenden Entwicklungsproblemen der postkolonialen souveränen Staaten dieses Kontinents bei.
Mit der Aufteilung Deutschlands unter den Siegermächten der Anti-Hitler-Koalition begann ein Prozess der Blockbildung, in dem die nunmehrigen Supermächte USA und UdSSR auf beiden Seiten des „Eisernen Vorhangs“ die Führung ausübten und durch wechselseitige atomare Rüstung und Abschreckung im Kalten Krieg verharrten. Während China unter der Führung Mao Zedongs zur Volksrepublik wurde und sich in die sozialistisch-kommunistische Staatenwelt einfügte, entwickelte sich das besiegte Japan zu einer mit den USA verbündeten weltwirtschaftlichen Großmacht.

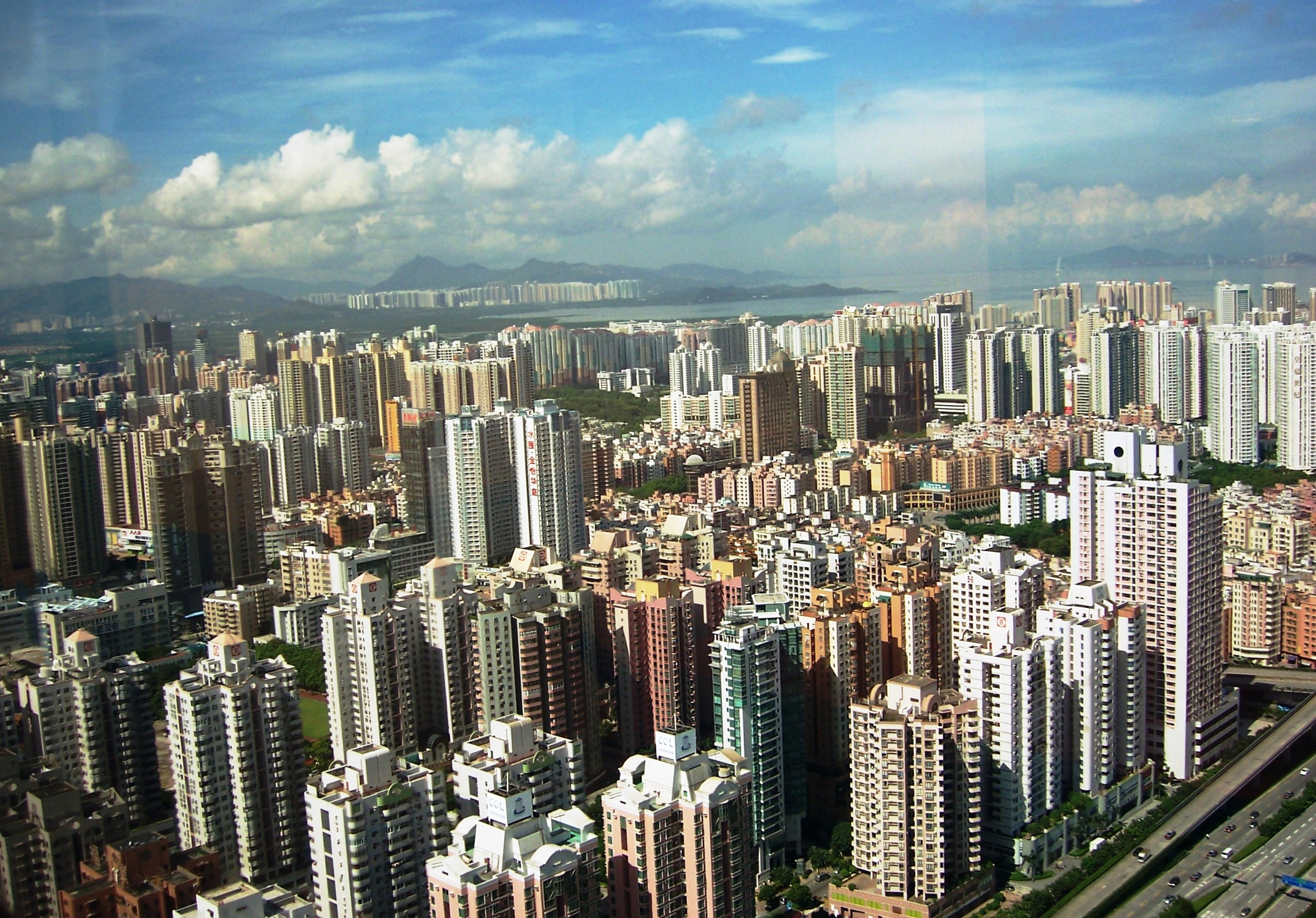
Die chinesische Stadt Shenzhen am Rande Hongkongs hatte 1979 nur 30.000 Einwohner, im Jahr 2011 etwa 12,5 Millionen.

Infolge der durch Wirtschaftsprobleme im Ostblock mitbedingten Abkehr Gorbatschows von der Breschnew-Doktrin gewannen die vormaligen „Satellitenstaaten“ der Sowjetunion ihre Selbstständigkeit zurück. Mit dem Fall des Eisernen Vorhangs gingen die Auflösung des Ostblocks und die Überwindung der Teilung Europas einher. Wende und friedliche Revolution in der DDR, der Fall der Berliner Mauer, die deutsche Wiedervereinigung und der Zerfall der Sowjetunion gehören zu den so angestoßenen Folgeprozessen. An die Stelle der bipolaren Supermächte-Konfrontation trat mit Auflösung der Sowjetunion eine zunehmend multipolare Weltordnung, in der neben den USA, Russland und einer um mittel- und osteuropäische Länder erweiterten Europäischen Union vor allem das bevölkerungsreiche und durch Einbeziehung von Merkmalen kapitalistischer Marktwirtschaft erstarkte China an Macht und Einfluss gewinnt.

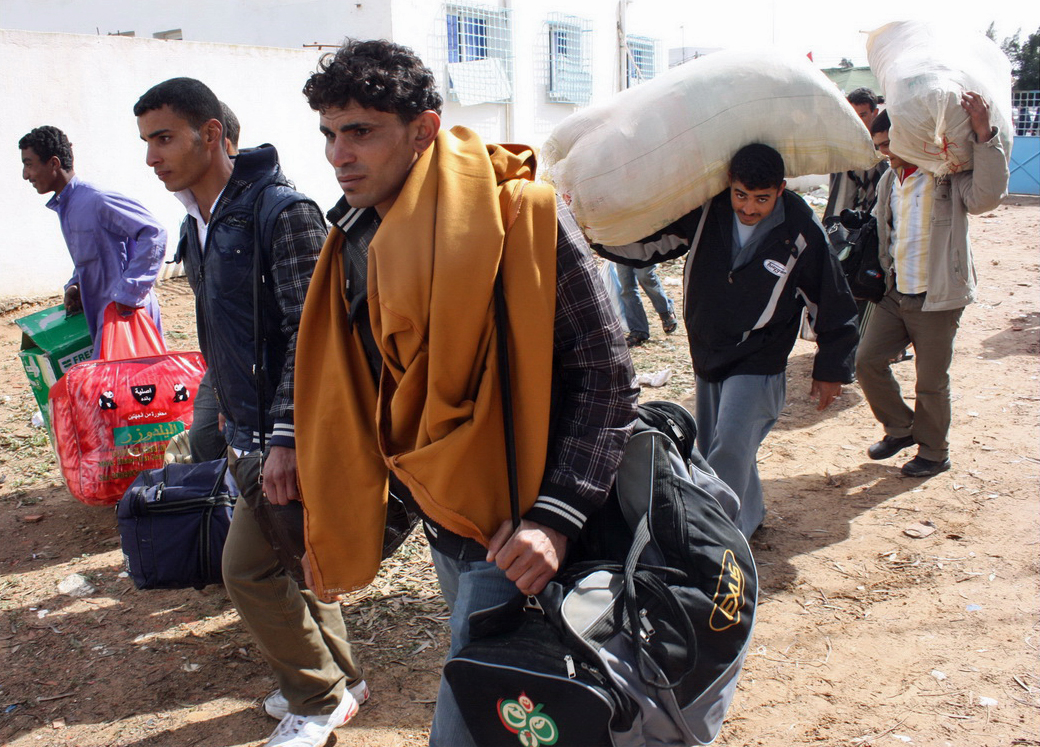
Flüchtlinge an der libysch-tunesischen Grenze (März 2011)

Gleichzeitig stiegen in zahlreichen Ländern Staats- und private Verschuldung auf ein bisher unbekanntes Maß, so dass seit Ende der 1990er Jahre die Verhinderung von Finanzkrisen fast permanent auf der Tagesordnung internationaler Institutionen steht. Dennoch kam es zur Weltfinanzkrise 2007–09. Nicht zuletzt wegen stark schwankender Rohstoffpreise folgten weitere Schuldenkrisen vieler Schwellenländer. Diese waren schon seit den 1970er Jahren immer wieder von Wachstumsverlusten, der Verarmung breiter Schichten und einem Erstarken von Nationalismus und religiösem Fundamentalismus betroffen. In der islamischen Staatenwelt kam es zu einer Reihe von Aufständen, darunter der arabische Frühling, und zu kriegerischen Auseinandersetzungen, teils mit der Folge massenhafter Fluchtbewegungen und gespeist von der Verfügungsmacht über Ölquellen oder vom weiterhin ungelösten Nahostkonflikt. Terrornetzwerke wie al Qaida oder Islamischer Staat werden weltweit als Bedrohung von Frieden und innerer Sicherheit wahrgenommen und unter anderem durch Militärbündnisse bekämpft.
Der in den Vereinten Nationen gegebene Ansatz zu einer Weltinnenpolitik wird durch einen nahezu alle menschlichen Lebens- und Betätigungsfelder betreffenden Globalisierungsprozess fundiert und erweitert, ist jedoch vor allem in Krisensituationen durch Rückschläge und national-populistische Bewegungen gefährdet. Computertechnologie, Internet und mobile Kommunikation ermöglichen Kontaktaufnahme, Informationsaustausch und unmittelbare Einflussnahme zeitgleich überall auf der Welt. Weitere technologische Bereiche des frühen 21. Jahrhunderts betreffen ebenfalls künstliche Intelligenz, Robotik, das Internet der Dinge, 3D-Druck und autonome Mobilität. Die Technikfolgenabschätzung beschäftigt sich infolgedessen mit den z. B. gesellschaftlichen Chancen und Risiken des technologischen Fortschritts. Der die kollektive und individuelle menschliche Wirklichkeit zunehmend bestimmende Prozess weltweiter Verflechtungen und Wechselwirkungen zeigt sich unter anderem im Erwerbsleben, in der Freizeitgestaltung (samt massenhaftem Ferntourismus) sowie in zunehmender innergesellschaftlicher Multikulturalität.
Infolge des globalen menschengemachten Einflusses auf die biologischen, geologischen und atmosphärischen Prozesse auf der Erde samt Klimawandel und dessen Folgen wird mit dem Begriff Anthropozän neuerdings eine Verbindung hergestellt zwischen erdgeschichtlichen Epochen und der Menschheitsgeschichte. Der von Paul Crutzen im Jahr 2000 geprägte Begriff beschäftigt unterdessen nicht nur Geowissenschaftler, sondern wird unter Mitwirkung u. a. von Kulturwissenschaftlern interdisziplinär untersucht. Die Anthropocene Working Group der International Commission on Stratigraphy hat vorgeschlagen, die Mitte des 20. Jahrhunderts als Beginn des Anthropozäns zu bestimmen.